# 第4特科連隊
第4特科連隊（だいよんとっかれんたい、JGSDF 4th Artillery Regiment）は、陸上自衛隊久留米駐屯地（福岡県久留米市）に駐屯していた第4師団の隷下部隊の野戦特科部隊で2019年（平成31年）3月25日に廃止され、西部方面特科連隊第2特科大隊（玖珠駐屯地）、第4特科大隊に改編された。

## 概要
連隊長は1等陸佐（二）が充てられ、連隊本部、本部中隊、情報中隊、3個の特科大隊で編成されていた。
かつては旭川駐屯地の第2特科連隊と並ぶ日本最大の特科連隊であったが、2013年（平成25年）3月の師団改編および西部方面混成団の新編により5個特科大隊から3個特科大隊、16個射撃中隊から6個射撃中隊編成へ、火砲の数も約80門から30門に削減された。
2019年（平成31年）3月をもって部隊廃止され、第4師団司令部火力調整部および西部方面特科連隊第2特科大隊・第4特科大隊として再編された。
部隊マークの菊と龍は、久留米に駐屯していた第18師団（菊兵団）・第56師団（龍兵団）に由来する。

## 沿革
第64連隊
- 1951年（昭和26年）5月1日：警察予備隊第4管区隊第64連隊として針尾駐屯地において新編。
- 1952年（昭和27年）
  - 3月20日：第3大隊が針尾駐屯地から久留米駐屯地に移駐。
  - 10月10日：第4大隊が針尾駐屯地から久留米駐屯地に移駐。
  - 12月3日：連隊主力（第1・第2大隊欠）が針尾駐屯地から久留米駐屯地に移駐。

第4特科連隊
- 1954年（昭和29年）
  - 7月1日：陸上自衛隊発足により、第64連隊が第4特科連隊に称号変更。
  - 11月5日：第1特科大隊が針尾駐屯地から久留米駐屯地に移駐。
  - 12月30日：第2特科大隊が針尾駐屯地から久留米駐屯地に移駐。
- 1956年（昭和31年）1月25日：第4特科連隊から構成要員の主力を、第3特科群の一部の人員により、第8特科連隊（第3特科大隊を除く）が久留米駐屯地において編成完結[4]。
- 1962年（昭和37年）8月15日：第4管区隊の第4師団への改編に伴い、第4特科大隊が第5特科大隊に、第5特科大隊が第6特科大隊に改編。新たに第4特科大隊が新編。
- 1972年（昭和47年）3月24日：35mm2連装高射機関砲 L-90配備に伴い、第6特科大隊を改編。
- 1987年（昭和62年）3月26日：第5特科大隊に155mmりゅう弾砲 FH70が配備。情報中隊が新編される。
- 1989年（平成元年）3月24日：第6特科大隊に81式短距離地対空誘導弾および79式対空レーダ装置 JTPS-P9が配備。
- 1990年（平成02年）3月26日：第6特科大隊が第4高射特科大隊として分離独立し、第4師団直轄となる。
- 1992年（平成04年）3月27日：第1、第2特科大隊の装備が155mmりゅう弾砲 FH70に更新。
- 2003年（平成15年）3月27日：第4師団の沿岸配備型師団への改編

1. 各特科大隊の155mmりゅう弾砲 FH70を増強し、2個射撃中隊から3個射撃中隊編成に改編。
2. 後方支援体制変換に伴い、整備部門を第4後方支援連隊第2整備大隊特科直接支援中隊へ移管。

- 2013年（平成25年）3月26日：第4師団改編に伴い、5個特科大隊16個射撃中隊から3個特科大隊6個射撃中隊編成に縮小改編。
- 2018年（平成30年）3月26日：久留米駐屯地司令職務・佐賀県隊区の指定部隊を西部方面混成団に移管。
- 2019年（平成31年）3月25日：部隊廃止。

1. 連隊本部を第4師団司令部の火力調整部へ[5]。
2. 3個射撃大隊を西部方面特科連隊第2特科大隊（玖珠駐屯地）、第4特科大隊として再編[2][3][6]。
3. 警備隊区は福岡県を西部方面混成団および第4高射特科大隊へ、佐賀県を西部方面特科連隊第4特科大隊に移管。

## 廃止時の部隊編成
- 第4特科連隊本部
- 第4特科連隊本部中隊「4特-本」
- 情報中隊「4特-情」

- 第1特科大隊
  - 第1特科大隊本部
  - 本部管理中隊「4特-1-本」

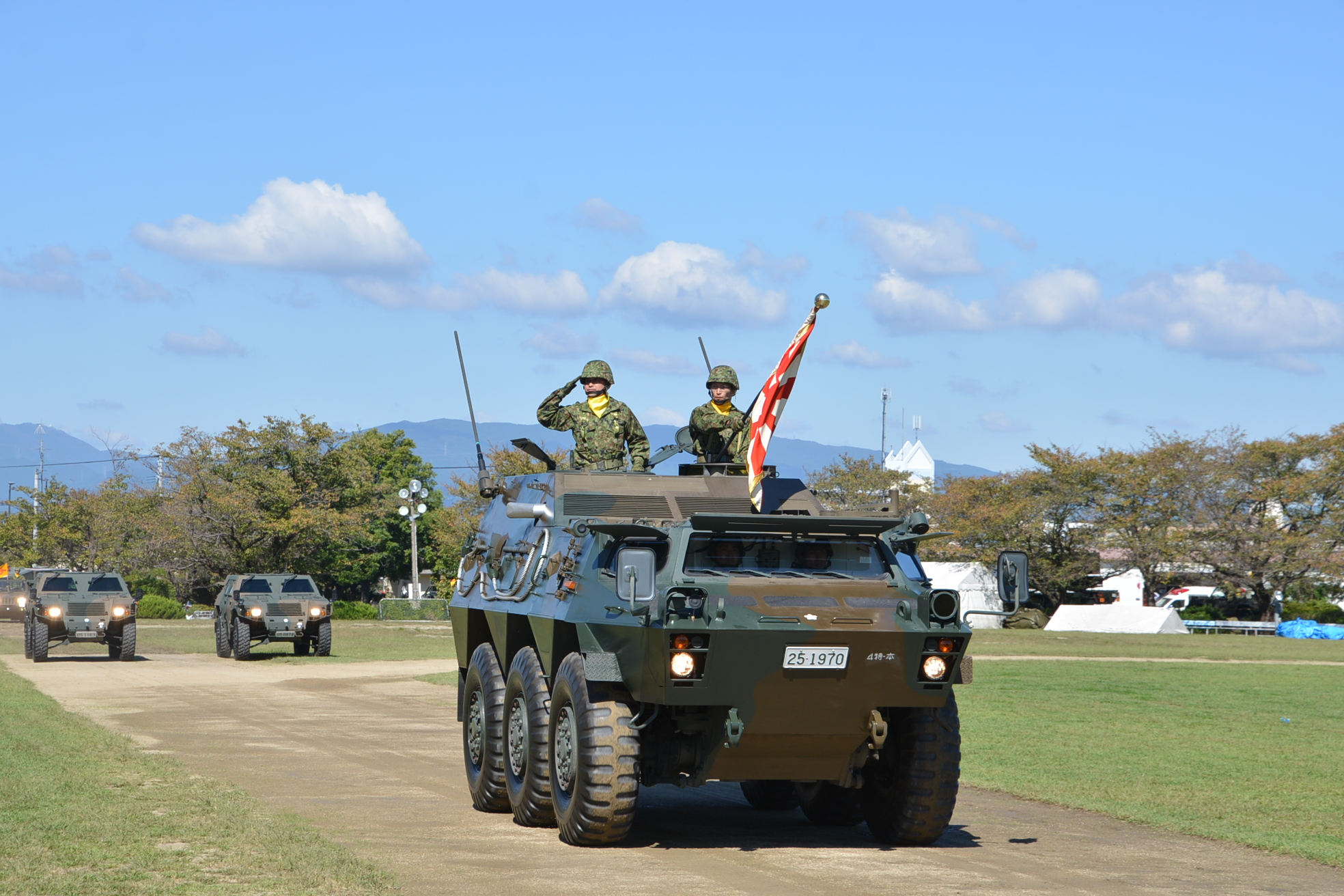
久留米駐屯地創設66周年記念行事の様子-1（2018.10.13）

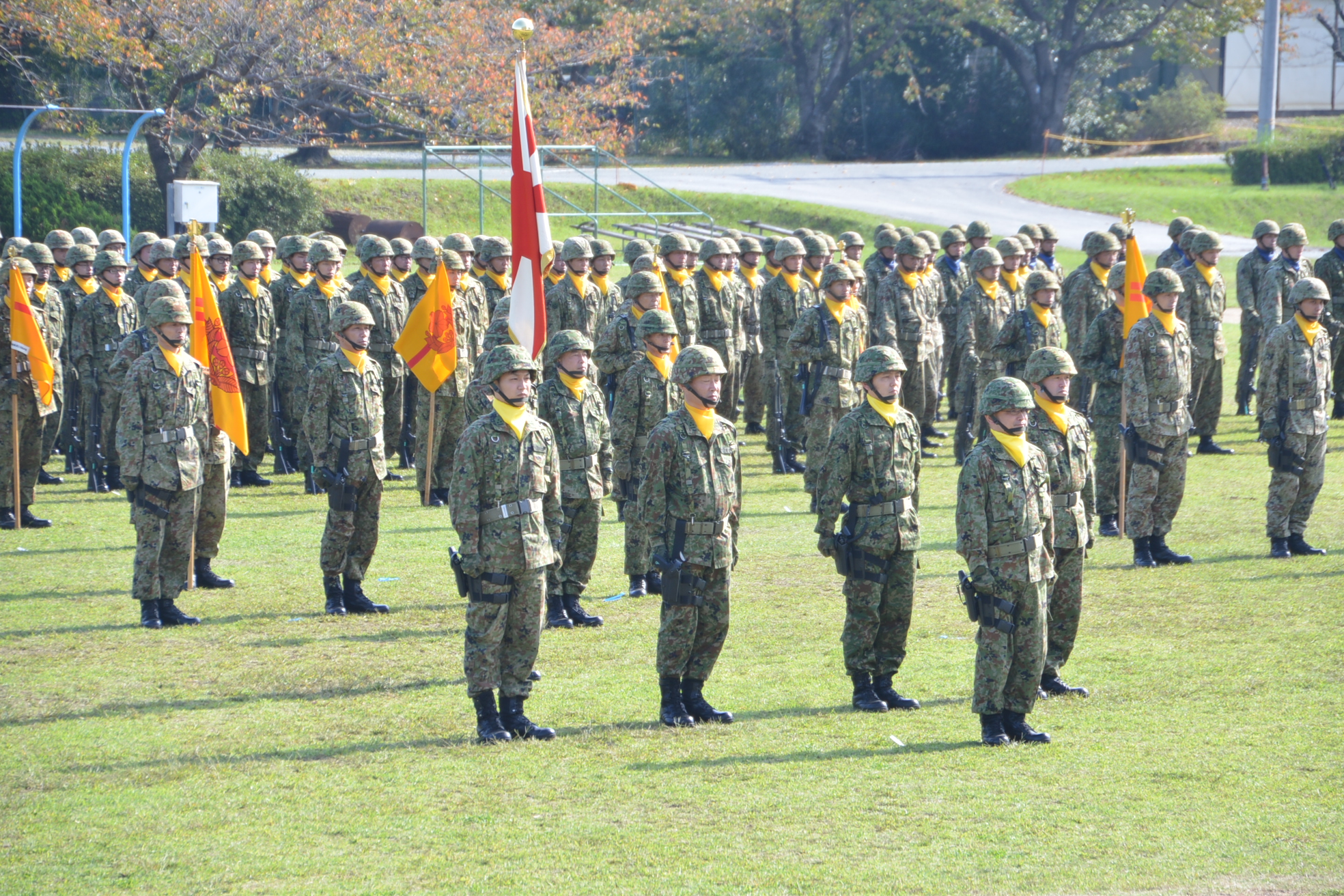
久留米駐屯地創設66周年記念行事の様子-2（2018.10.13）

  - 第1射撃中隊「4特-1-1」：155mmりゅう弾砲 FH70、中砲けん引車
  - 第2射撃中隊「4特-1-2」：155mmりゅう弾砲 FH70、中砲けん引車

- 第2特科大隊
  - 第2特科大隊本部
  - 本部管理中隊「4特-2-本」
  - 第3射撃中隊「4特-2-3」：155mmりゅう弾砲 FH70、中砲けん引車
  - 第4射撃中隊「4特-2-4」：155mmりゅう弾砲 FH70、中砲けん引車

- 第3特科大隊
  - 第3特科大隊本部
  - 本部管理中隊「4特-3-本」
  - 第5射撃中隊「4特-3-5」：155mmりゅう弾砲 FH70、中砲けん引車
  - 第6射撃中隊「4特-3-6」：155mmりゅう弾砲 FH70、中砲けん引車

## 整備支援部隊
- 第4後方支援連隊第2整備大隊特科直接支援中隊「4後支-2-特」（久留米駐屯地）：2003年（平成15年）3月27日から2019年（平成31年）3月25日の間。

## 歴代の連隊長
| 代 | 氏名                 | 在職期間                        | 前職                                          | 後職                                  |
| -- | -------------------- | ------------------------------- | --------------------------------------------- | ------------------------------------- |
| 01 | 栁武雄 （1等警察正） | 1951年05月01日 - 1953年04月07日 | 針尾駐とん地部隊長                            | 第4管区総監部付                       |
| 02 | 菊地光明             | 1953年04月08日 - 1955年08月15日 | 保安隊特科学校                                | 陸上自衛隊富士学校企画室長            |
| 03 | 丹下藹基             | 1955年08月16日 - 1960年07月31日 |                                               | 自衛隊愛媛地方連絡部長                |
| 04 | 稲葉正二             | 1960年08月01日 - 1962年03月15日 | 陸上自衛隊幹部学校教育部教務課長              | 第3師団司令部幕僚長                   |
| 05 | 榎本健二郎           | 1962年03月16日 - 1964年03月15日 | 陸上幕僚監部第5部特科班長                     | 第1ロケット実験訓練隊長               |
| 06 | 長尾孝               | 1964年03月16日 - 1966年03月15日 | 陸上自衛隊富士学校特科教育部勤務              | 自衛隊群馬地方連絡部長                |
| 07 | 浜田春生             | 1966年03月16日 - 1968年03月15日 | 陸上自衛隊幹部学校学校教官                    | 陸上自衛隊幹部学校研究員              |
| 08 | 望月真七             | 1968年03月16日 - 1969年07月15日 | 陸上自衛隊高射学校研究部長                    | 自衛隊兵庫地方連絡部長                |
| 09 | 近藤靖               | 1969年07月16日 - 1971年03月15日 | 防衛研修所所員                                | 第12師団司令部幕僚長                  |
| 10 | 山之内種章           | 1971年03月16日 - 1972年07月16日 | 陸上幕僚監部第2部総括班長                     | 陸上自衛隊幹部学校学校教官            |
| 11 | 増子勝美             | 1972年07月17日 - 1974年07月15日 | 第3陸曹教育隊長                               | 神町駐とん地業務隊長                  |
| 12 | 伴徳智加             | 1974年07月16日 - 1976年08月01日 | 装備開発実験隊火器科長                        | 陸上自衛隊少年工科学校 第1教育部長    |
| 13 | 松崎久               | 1976年08月02日 - 1978年03月15日 | 陸上幕僚監部募集課企画班長                    | 陸上幕僚監部人事部募集課長            |
| 14 | 原宏美               | 1978年03月16日 - 1980年03月16日 | 陸上幕僚監部調査部調査第2課長                 | 防衛大学校教授                        |
| 15 | 新津保義             | 1980年03月17日 - 1982年03月15日 | 陸上幕僚監部教育訓練部教育課 教育班長         | 第12師団司令部幕僚長                  |
| 16 | 樫山貢               | 1982年03月16日 - 1984年03月15日 | 統合幕僚会議事務局第3幕僚室勤務               | 東北方面総監部防衛部長                |
| 17 | 松井典雄             | 1984年03月16日 - 1986年07月31日 | 防衛大学校教授                                | 自衛隊栃木地方連絡部長                |
| 18 | 杉田明傑             | 1986年08月01日 - 1987年07月06日 | 自衛隊東京地方連絡部募集課長                  | 陸上幕僚監部人事部人事計画課 援護室長 |
| 19 | 伊東寛治             | 1987年07月07日 - 1990年03月15日 | 西部方面総監部防衛部防衛課長                  | 自衛隊岡山地方連絡部長                |
| 20 | 宮武良光             | 1990年03月16日 - 1992年06月15日 | 陸上幕僚監部監理部会計課 予算班長             | 陸上幕僚監部人事部援護業務課長        |
| 21 | 池田順一郎           | 1992年06月16日 - 1994年06月30日 | 陸上幕僚監部調査部調査第1課 保全班長          | 陸上自衛隊幹部学校主任研究開発官      |
| 22 | 直海康寛             | 1994年07月01日 - 1997年03月25日 | 陸上幕僚監部教育訓練部訓練課 演習班長         | 陸上幕僚監部人事部援護業務課長        |
| 23 | 井上恭治             | 1997年03月26日 - 1999年07月31日 | 陸上幕僚監部装備部開発課 開発第1班長          | 自衛隊福井地方連絡部長                |
| 24 | 安部隆志             | 1999年08月01日 - 2001年12月02日 | 陸上幕僚監部調査部調査課 調査運用室勤務       | 陸上幕僚監部教育訓練部教育課長        |
| 25 | 田中敏明             | 2001年12月03日 - 2003年03月26日 | 陸上自衛隊幹部学校学校教官                    | 陸上幕僚監部防衛部運用課長            |
| 26 | 真﨑唯信             | 2003年03月27日 - 2005年03月31日 | 陸上幕僚監部人事部援護業務課 援護班長         | 自衛隊長野地方連絡部長                |
| 27 | 林武                 | 2005年04月01日 - 2007年07月02日 | 陸上幕僚監部調査部付                          | 情報本部                              |
| 28 | 加藤久典             | 2007年07月03日 - 2009年07月20日 | 陸上幕僚監部監理部総務課 渉外班長             | 陸上自衛隊富士学校特科部教育課長      |
| 29 | 片岡義博             | 2009年07月21日 - 2011年11月30日 | 陸上幕僚監部教育訓練部 教育訓練計画課制度班長 | 第9師団司令部幕僚長                   |
| 30 | 永田伸二             | 2011年12月01日 - 2013年12月17日 | 陸上幕僚監部人事部募集・援護課 援護班長       | 陸上自衛隊研究本部主任研究開発官      |
| 31 | 大場勇               | 2013年12月18日 - 2015年12月17日 | 陸上幕僚監部人事部補任課 人事第2班長          | 陸上自衛隊幹部学校主任教官            |
| 32 | 福尾淳一             | 2015年12月18日 - 2017年07月31日 | 陸上自衛隊補給統制本部装備計画部 企画課長     | 陸上自衛隊幹部学校企画室長            |
| 末 | 前田利徳             | 2017年08月01日 - 2019年03月25日 | 陸上自衛隊研究本部主任研究開発官              | 富士教導団副団長                      |

## 主要装備
- 155mmりゅう弾砲 FH70
- 中砲けん引車
- 82式指揮通信車
- 対砲レーダ装置 JTPS-P16
- 対迫レーダ装置 JMPQ-P13

- 1/2tトラック / 73式小型トラック
- 1 1/2tトラック / 73式中型トラック
- 3 1/2tトラック / 73式大型トラック

- 9mm拳銃
- 89式5.56mm小銃
- 12.7mm重機関銃

## 警備隊区
- 情報中隊：福岡県八女市・広川町
- 第1特科大隊：佐賀県唐津市・伊万里市・有田町・玄海町
- 第2特科大隊：福岡県久留米市・うきは市・大川市・みやま市・筑後市・柳川市・大牟田市・大木町
- 第3特科大隊：佐賀市佐賀市・小城市・多久市